# Пітер Джексон

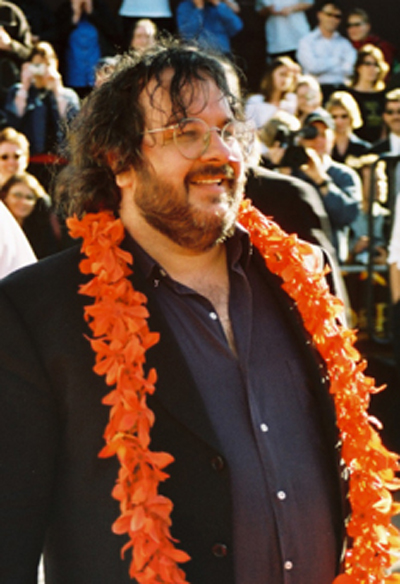
Пітер Джексон

Сер Пі́тер Ро́берт Дже́ксон (англ. Peter Robert Jackson; нар. 31 жовтня 1961) — новозеландський кінорежисер, сценарист і продюсер, який став всесвітньо відомим після виходу на екрани кінотрилогії «Володар перснів», знятої ним за твором Джона Роналда Руела Толкіна «Володар перснів». Також зняв стрічку «Кінг-Конг», яка вийшла у 2005 році. Мільярдер з листопада 2021 року (після продажу за $1,6 млрд студії спецефектів Weta Digital розробнику комп'ютерних ігор Unity Software).

## Біографія

### Юність
Народився 31 жовтня 1961 року в містечку Пекеруа-Бей в Новій Зеландії, в сім'ї Вільяма і Джоан Джексон. Його батьки були родом з Англії, батько брав участь в обороні Мальти під час Другої світової війни. З дитинства він любив фотографувати, а тому один із друзів його батьків подарував йому любительську кінокамеру, чим поклав початок його майбутній кар'єрі.
Вже з перших дослідів Джексон почав приділяти багато уваги спецефектам, причому іноді домагався результатів мінімальними засобами (наприклад, він зображував спалах від пострілу пістолета, просто проколюючи плівку в потрібному місці). Поступово він перейшов до більш серйозних експериментів — одного разу він взяв участь у конкурсі аматорських фільмів з короткометражної стрічкою, в якій величезне чудовисько, зняте в техніці покадрової анімації, руйнувало місто.

### Ранні фільми
У 1983 році він почав знімати аматорський пародійний фільм про нашестя інопланетян «Поганий смак». Джексон був у ньому не тільки режисером, автором сценарію, оператором і монтажером, але й зіграв кілька ролей, включаючи одну з головних.
У міру роботи над «Поганим смаком», Джексон почав розуміти, що проєкт виходить за рамки аматорського кіно, хоча фільм робився за зовсім невеликі гроші. Фільм допрацьовувався чотири роки, після чого один з друзів Джексона, що працював в кіноіндустрії, зумів організувати показ фільму на Каннському міжнародному кінофестивалі в 1987 році. Фільм викликав безліч доброзичливих відгуків і був проданий для прокату в 12 країн. У 1990 році на фестивалі фантастичного кіно в Римі (Fantafestival) «Поганий смак» був нагороджений премією глядацьких симпатій.
З кінця 1980-х років Джексон постійно працює в співавторстві зі своєю дружиною і компаньйоном Френ Волш, яка спочатку була сценаристом його фільмів, а потім почала працювати і в продюсерській групі. Вони є співвласниками декількох компаній, що забезпечують кіновиробництво організаційно і технічно — в тому числі WingNut Films, Weta Workshop і Weta Digital.
У 1989 році вийшов наступний фільм Джексона — лялькова комедія «Знайомство з Фіблами». Джексон так охарактеризував свій другий фільм: «Йому властивий гумор, який відчужує багатьох людей… Він дуже чорний, дуже сатиричний, дуже дикий». «Фібли» стали першою співпрацею Джексона з компанією спецефектів Річарда Тейлора, яка згодом буде працювати над усіма його фільмами.
Першим по-справжньому професійним ігровим фільмом Пітера Джексона стала комедія жахів «Жива мертвечина» (1992) — історія про те, як екзотичний мавпо-щур, що потрапив в міський зоопарк, став джерелом епідемії, що робить із людей живих мерців. Цей фільм, що розвиває славні традиції «Зловісних мерців», приніс Джексону вражаючу кількість жанрових премій, включаючи гран-прі Міжнародного фестивалю фантастичних фільмів у Аворіазе в 1993 році.

### «Небесні створіння» і «Забуте срібло»
У 1994 році Джексон випустив засновану на реальних подіях психологічну драму «Небесні створіння» про двох подружок, захоплених придуманим ними чарівним світом настільки самовіддано, що це, врешті-решт, штовхає їх на вбивство матері однієї з них. Сценарій цього фільму отримав номінацію на «Оскар»; крім того, він став кінодебютом актриси Кейт Вінслет. Фільм отримав гран-прі на Міжнародному фестивалі фантастичних фільмів у Жерармере. Наступного року, у співавторстві з Веллінгтонським режисером Костою Боутса, Джексон зняв псевдодокументальний фільм «Забуте срібло». Цей твір розповідає історію про забутого новозеландського кінорежисера Коліна Мак-Кензі, який імовірно винайшов кольорове і звукове кіно. У фільмі були відсутні будь-які натяки на те, що ця історія є вигаданою, і багато глядачів були ображені, коли дізналися, що Колін Мак-Кензі ніколи не існував.

### «Страшили»
Незабаром Роберт Земекіс запросив Джексона режисирувати великобюджетний містичний трилер «Страшили» (1996) з Майклом Джей Фоксом у головній ролі. Стрічку було знято у новозеландському портовому місті Літтелтон. Фільму не вдалося окупитися в прокаті, однак застосовані в ньому спецефекти можна вважати етапними для середини 1990-х років. У цьому ж році він продюсує новозеландський фантастичний фільм «Джек Браун — геній». У лютому 1997 року кіностудією Universal Studios був перенесений на невизначений термін ремейк «Кінг-Конг» Джексона, оскільки почалося виробництво фільмів на схожу тематику — «Могутній Джо Янг» і «Ґодзілла».

### «Володар перснів»
Після цього Пітер Джексон розпочав підготовку до зйомок свого головного шедевра — кінотрилогії «Володар перснів». Ще в 1997 році він отримав у продюсера Сола Зенца права на екранізацію твору Дж. Р. Р. Толкіна. Спочатку Джексон співпрацював із Miramax для зйомок двох фільмів, але пізніше на нього чинився тиск із вимогою об'єднати два фільми в один. У результаті Пітер запропонував проєкт екранізації продюсеру Роберту Шею з New Line Cinema, який був зацікавлений у створенні трилогії. Знімальний процес проходив з 11 жовтня 1999 по 22 грудня 2000 року в Новій Зеландії. Фільми трилогії виходили впродовж трьох років: в 2001 році — «Братство персня» (іноді, слідом за Москвою, перекладається як «Хранителі персня»), в 2002 році — «Дві вежі» (іноді — «Дві фортеці») і в 2003 році — «Повернення короля». Ця робота принесла Джексону і його соратникам у цілому 17 премій «Оскар», причому «Повернення короля» повторив рекорд фільмів «Бен Гур» і «Титанік», взявши 11 «Оскарів», включаючи премії за найкращий фільм і найкращу режисуру. «Повернення короля» став також другим фільмом після «Титаніка», що зібрав у світовому прокаті більше 1 мільярда доларів.

### «Кінг-Конг»
14 грудня 2005 на екрани вийшов наступний фільм Пітера Джексона — «Кінг-Конг», вільний рімейк знаменитого «Кінг-Конга» 1933 року. Перед початком роботи над картиною Джексон отримав гонорар у 20 мільйонів доларів, який став найвищою зарплатою, коли-небудь виплаченої режисерові перед виробництвом. Винахідливо знятий і емоційно насичений фільм зібрав в американському прокаті 218 мільйонів доларів і окупився завдяки зборам у світовому прокаті (547 мільйонів доларів) і хорошим продажам на DVD. Фільм також отримав три «технічних» «Оскари» — за найкращий звук, найкращий звуковий монтаж і найкращі спецефекти. З 2002 року Пітер Джексон значиться в списку найвпливовіших осіб кіноіндустрії, який щорічно публікується журналом «Premiere». У 2002 році він був у списку 41-м, в 2003 році — 20-м, в 2004 році — 6-м, а в 2005 році очолив цей список на 1-му місці.

### «Милі кості»
11 грудня 2009 в прокат вийшов новий фільм режисера «Милі кості», в основі якого лежить однойменний бестселер Еліс Сіболд. Поєднання фентезійних аспектів з темою вбивства в основній сюжетній лінії мають деякі спільні риси з «Небесними створіннями».

### Поточні та майбутні проєкти
Джексон отримав права на екранізацію серії фентезі-романів Наомі Новік «Темрейр», що оповідають про драконів, використовуваних в бою під час Наполеонівських воєн. 24 липня 2009 в інтерв'ю з IGN він заявив, що розглянув можливість екранізації у формі мінісеріалу, оскільки хвилюється, що якщо перший фільм провалиться в прокаті, оповідання може залишитися незакінченою.
Пітер Джексон виступив продюсером науково-фантастичного фільму Ніла Бломкампа «Дев'ятий округ», який був номінований на «Оскар» за найкращий фільм.
У 2008 році він також зняв короткометражний фільм «Перетин лінії» для тестування нової моделі цифрового кінокамери RED One. Події 12-хвилинного фільму відбуваються під час Першої світової війни і були зняті за два дні.
Джексон і його новостворена студія Wingnut Interactive працюють над проєктом «Halo: Chronicles», який розробляється Microsoft Studios у співпраці з Bungie. Він повинен був стати виконавчим продюсером фільму «Halo», випущеного Universal Studios і 20th Century Fox, але в жовтні 2006 року проєкт був відкладений на невизначений термін.
Пітер Джексон колекціонує повномасштабні, літаючі копії літаків і займається відновленням знаменитих літаків часів Першої світової війни. Для цього створив і володіє компанією «The Vintage Aviator».
Джексон є продюсером мультфільму «Пригоди Тінтіна: Таємниця „Єдинорога“», знятого Стівеном Спілбергом за допомогою технології захоплення руху. Актори Джеймі Белл і Енді Серкіс були запрошені для участі у фільмі завдяки їхній співпраці з Пітером у «Володарі перснів» і «Кінг-Конгу». У грудні 2011 року Спілберг підтвердив плани на продовження фільму. Режисером сиквела став Джексон.

### «Хоббіт»
Ще у вересні 2006 року Пітер проявив зацікавленість в екранізації «Хоббіта»; після він вів переговори з компанією MGM з метою створення двох фільмів спільно з New Line. У листопаді 2006 року у зв'язку з триваючим правовим спором між компанією Джексона Wingnut Films і New Line Cinema, Джексон був відсторонений від роботи режисером фільму. Глава New Line Cinema Роберт Шей прокоментував, що Джексон «… ніколи не зробить жодного фільму з New Line Cinema, поки я працюю в компанії …». Це викликало заклик до бойкоту кінокомпанії в Інтернеті, і до серпня 2007 року Шей спробував досягти примирення з режисером. 18 грудня 2007 було оголошено, що Пітер Джексон і New Line Cinema досягли угоди про знімання двох приквелів до «Володаря перснів»; Джексон зайняв посаду продюсера, а режисером був призначений Гільєрмо дель Торо. Однак на початку 2010 року дель Торо покинув проєкт через затримки з початком знімань фільму, і через місяць Джексон повернувся до переговорів про режисуру «Хоббіта»; 15 жовтня він був призначений режисером. Знімання фільму почалися 20 березня 2011 року. 30 липня 2012 Пітер Джексон повідомив на своїй сторінці у Facebook, що два запланованих фільму будуть розширені в трилогію. Третій фільм не буде відігравати роль «моста» між «Хоббітом» і «Володарем перснів», а розширить сюжет «Хоббіта» за допомогою матеріалу з додатків до «Володаря перснів».

### Студія анімації Weta Animated
У червні 2020 Пітер Джексон і його дружина Френ Волш оголосили про створення студії анімації Weta Animated, яка вироблятиме контент для кінотеатрального прокату, телебачення і потокових сервісів. За словами Джексона, студія «розпочалася з однієї машини і тільки одного художника, який створив цифрові ефекти для фільму „Небесні створіння“».

### Студія спецефектів Weta Digital
У першій половині листопада 2021 року Пітер Джексон продав студію спецефектів Weta Digital розробнику відеоігор Unity Software. За даними «Форбс», вартість угоди оцінюється в 1,6 мільярда доларів. Угода офіційно робить Джексона мільярдером. Згідно з умовами угоди, Unity Software передає акціонерам Weta Digital $1 млрд готівкою, а решту — акціями. Унаслідок Джексон отримає близько 600 млн доларів готівкою та цінні папери Unity Software на $375 мільйонів.

## Камео
Пітер Джексон традиційно знімається у своїх фільмах у якійсь епізодичній ролі:
- У «Страшили» він зіграв роль величезного рокера, на якого випадково налітає, вибігаючи з бару, головний герой.
- Він з'являвся в кожному фільмі кінотрилогії «Володар перснів». В «Хранителях персня» як один із жителів Брі біля таверни «Гарцюючий поні»
- У фільмі «Володар перснів: Дві вежі» метав спис в урук-хаїв, що атакували ворота Гельмової Западини
- У фільмі «Володар перснів: Повернення короля» у ролі капітана на кораблі умбарських піратів випадково гине від стріли Леголаса.
- Друге камео Джексона у «Поверненні короля» відбувається під час сцени в лігві Шелоб, де в кадрі з'являється рука Сема (насправді це рука Джексона). Незважаючи на тимчасову відсутність Шона Астіна, Пітер вирішив дозняти сцену навіть при відсутності актора.
- У фільмі «Кінг-Конг» Джексон грає пілота одного з біпланів, що намагаються збити Конга з даху Емпайр Стейт Білдінг.
- У фільмі «Хоббіт: Несподівана подорож» зіграв роль гнома, що тікає з Еребора під час нападу дракона.
- У фільмі «Хоббіт: Пустка Смоґа» Джексон на мить з'являється у ролі бородача з морквиною, сцена у Брі.
- У фільмі «Милі кості» грає фотографа в магазині.
- Він також зіграв ролі в декількох фільмах, в яких не був режисером. У фільмі «Круті фараони» (2007) він зіграв злодія в костюмі Санта-Клауса. Джексон присутній в ролику безпеки пасажирів авіакомпанії Air New Zealand, створеного в стилі фільму «Хоббіт».

Діти Пітера, Біллі і Кеті Джексон, з'являються у всіх фільмах свого батька, починаючи з «Володаря перснів».

## Основна фільмографія
| Рік  | Вид        | Назва                                 | Оригінальна назва                                                        | Продюсер            | Режисер | Сценарист   | Актор                         |
| ---- | ---------- | ------------------------------------- | ------------------------------------------------------------------------ | ------------------- | ------- | ----------- | ----------------------------- |
| 2021 | мінісеріал |                                       | The Beatles: Get Back                                                    | так                 | так     | ні          | ні                            |
| 2019 | кф         |                                       | Darrylgorn                                                               | ні                  | ні      | ні          | камео                         |
| 2018 | ф          | Смертні машини                        | Mortal Engines                                                           | так                 | ні      | так         | ні                            |
| 2018 | дф         | Вони не постаріють                    | They Shall Not Grow Old                                                  | так                 | так     | ні          | ні                            |
| 2014 | ф          | Хоббіт: Битва п'яти воїнств           | The Hobbit: The Battle of the Five Armies                                | так                 | так     | так         | батько Більбо                 |
| 2013 | ф          | Хоббіт: Пустка Смога                  | The Hobbit: The Desolation of Smaug                                      | так                 | так     | так         | Альберт Дрері                 |
| 2013 | тф         |                                       | The Five(ish) Doctors Reboot                                             | ні                  | ні      | ні          | камео                         |
| 2012 | ф          | Хоббіт: Несподівана подорож           | The Hobbit: An Unexpected Journey                                        | так                 | так     | так         | гном з Еребора                |
| 2012 | дф         |                                       | West of Memphis                                                          | так                 | ні      | ні          | ні                            |
| 2011 | ф          | Пригоди Тінтіна: Таємниця «Єдинорога» | The Adventures of Tintin                                                 | так                 | ні      | ні          | ні                            |
| 2010 | кф         |                                       | King Kong 360 3-D                                                        | ні                  | так     | ні          | ні                            |
| 2009 | ф          | Милі кості                            | The Lovely Bones                                                         | так                 | так     | так         | чоловік в аптеці              |
| 2009 | ф          | Дев'ятий округ                        | District 9                                                               | так                 | ні      | ні          | ні                            |
| 2008 | кф         |                                       | Crossing the Line                                                        | ні                  | так     | так         | ні                            |
| 2007 | серіал     | Антураж                               | Entourage                                                                | ні                  | ні      | ні          | камео (епізод 4.08)           |
| 2007 | ф          | Круті фараони                         | Hot Fuzz                                                                 | ні                  | ні      | ні          | крадій у костюмі Санта-Клауса |
| 2005 | ф          | Кінг-Конг                             | King Kong                                                                | так                 | так     | так         | стрілець літака               |
| 2005 | дф         |                                       | RKO Production 601: The Making of 'Kong, the Eighth Wonder of the World' | так                 | ні      | ні          | ні                            |
| 2005 | кф         |                                       | The Lost Spider Pit Sequence                                             | ні                  | так     | ні          | ні                            |
| 2003 | ф          | Володар перснів: Повернення короля    | The Lord of the Rings: The Return of the King                            | так                 | так     | так         | боцман корсарів               |
| 2003 | телешоу    | Нагородження премією MTV-2003         | 2003 MTV Movie Awards                                                    | ні                  | ні      | один розділ | ні                            |
| 2003 | кф         |                                       | The Long and Short of It                                                 | виконавчий продюсер | ні      | ні          | водій автобуса                |
| 2002 | ф          | Володар перснів: Дві вежі             | The Lord of the Rings: The Two Towers                                    | так                 | так     | так         | роганський солдат             |
| 2002 | дф         |                                       | The Lord of the Rings — The Appendices Part 1: From Book to Vision       | так                 | ні      | ні          | ні                            |
| 2001 | ф          | Володар перснів: Братерство персня    | The Lord of the Rings: The Fellowship of the Ring                        | так                 | так     | так         | Альберт Дрері                 |
| 1998 | дф         |                                       | The Making of 'The Frighteners'                                          | так                 | так     | так         | ні                            |
| 1996 | ф          | Джек Браун — геній                    | Jack Brown Genius                                                        | так                 | ні      | так         | ні                            |
| 1996 | ф          | Страшили                              | The Frighteners                                                          | так                 | так     | так         | чоловік з пірсингом           |
| 1995 | тф         | Забуте срібло                         | Forgotten Silver                                                         | виконавчий продюсер | так     | так         | ні                            |
| 1994 | ф          | Небесні створіння                     | Heavenly Creatures                                                       | співпродюсер        | так     | так         | безпритульний                 |
| 1992 | кф         |                                       | Valley of the Stereos                                                    | виконавчий продюсер | ні      | ні          | ні                            |
| 1992 | ф          | Жива мертвечина                       | Braindead                                                                | ні                  | так     | так         | помічник трунара              |
| 1989 | ф          | Знайомство з Фіблами                  | Meet the Feebles                                                         | так                 | так     | так         | ні                            |
| 1987 | ф          | Поганий смак                          | Bad Taste                                                                | так                 | так     | так         | Дерек / Роберт / міністр      |
| 1976 | кф         | Долина                                | The Valley                                                               | так                 | так     | так         | так                           |

## Нагороди та номінації
Іменна зірка на Голлівудській алеї слави (Лос-Анджелес, Голлівудський б-р, 6801) — 8 грудня 2014 року
| Роки | Нагорода                                                  | Організація                                             | Категорія                                                                   | Робота                                                                                 | Результат | Примітки                                                                      |
| ---- | --------------------------------------------------------- | ------------------------------------------------------- | --------------------------------------------------------------------------- | -------------------------------------------------------------------------------------- | --------- | ----------------------------------------------------------------------------- |
| 2021 | OFTA Film Hall of Fame                                    | Online Film & Television Association                    | Architect                                                                   |                                                                                        | Перемога  |                                                                               |
| 2021 | Lifetime Achievement Award                                | Visual Effects Society Awards                           |                                                                             |                                                                                        | Перемога  |                                                                               |
| 2019 | BAFTA Film Award                                          | BAFTA Awards                                            | Best Documentary                                                            | «Вони не постаріють» (2018)                                                            | Номінація |                                                                               |
| 2019 | Critics' Choice Documentary Award                         | Critics' Choice Documentary Awards                      | Best Director                                                               | «Вони не постаріють» (2018)                                                            | Перемога  |                                                                               |
| 2019 | FOCAL Award                                               | FOCAL International Awards                              | Best Use of Footage in a Cinematic Feature                                  | «Вони не постаріють» (2018)                                                            | Перемога  |                                                                               |
| 2019 | Halfway Award                                             | International Online Cinema Awards (INOCA)              | Best Documentary Film                                                       | «Вони не постаріють» (2018)                                                            | Номінація |                                                                               |
| 2019 | Audience Award                                            | Rotterdam International Film Festival                   | IFFR Audience Award                                                         | «Вони не постаріють» (2018)                                                            | Номінація | 8-ме місце                                                                    |
| 2015 | Felix                                                     | 20/20 Awards                                            | Best Original Screenplay                                                    | «Небесні створіння» (1994)                                                             | Номінація | разом із Френ Волш                                                            |
| 2015 | Saturn Award                                              | Academy of Science Fiction, Fantasy & Horror Films, USA | Best Writing                                                                | «Хоббіт: Битва п'яти воїнств» (2014)                                                   | Номінація | разом із Френ Волш, Філіппою Боєнс та Гільєрмо дель Торо                      |
| 2015 | Empire Award                                              | Empire Awards, UK                                       | Best Director                                                               | «Хоббіт: Битва п'яти воїнств» (2014)                                                   | Номінація |                                                                               |
| 2015 | Huading Award                                             | Huading Award                                           | Best Global Director for a Motion Picture                                   | «Хоббіт: Битва п'яти воїнств» (2014)                                                   | Номінація |                                                                               |
| 2014 | Saturn Award                                              | Academy of Science Fiction, Fantasy & Horror Films, USA | Best Director                                                               | «Хоббіт: Пустка Смога» (2013)                                                          | Номінація |                                                                               |
| 2014 | Saturn Award                                              | Academy of Science Fiction, Fantasy & Horror Films, USA | Best Writing                                                                | «Хоббіт: Пустка Смога» (2013)                                                          | Номінація | разом із Френ Волш, Філіппою Боєнс та Гільєрмо дель Торо                      |
| 2014 | Empire Award                                              | Empire Awards, UK                                       | Best Director                                                               | «Хоббіт: Пустка Смога» (2013)                                                          | Номінація |                                                                               |
| 2014 | Truly Moving Picture Award                                | Heartland Film                                          |                                                                             | «Хоббіт: Битва п'яти воїнств» (2014)                                                   | Перемога  |                                                                               |
| 2014 | Jupiter Award                                             | Jupiter Award                                           | Best International Film                                                     | «Хоббіт: Пустка Смога» (2013)                                                          | Номінація |                                                                               |
| 2014 | Vanguard Award                                            | PGA Awards                                              |                                                                             |                                                                                        | Перемога  | разом із Джо Леттері                                                          |
| 2014 | Rondo Statuette                                           | Rondo Hatton Classic Horror Awards                      | Best Film                                                                   | «Хоббіт: Битва п'яти воїнств» (2014)                                                   | Номінація |                                                                               |
| 2013 | Saturn Award                                              | Academy of Science Fiction, Fantasy & Horror Films, USA | Best Director                                                               | «Хоббіт: Несподівана подорож» (2012)                                                   | Номінація |                                                                               |
| 2013 | Empire Award                                              | Empire Awards, UK                                       | Best Director                                                               | «Хоббіт: Несподівана подорож» (2012)                                                   | Номінація |                                                                               |
| 2013 | Hugo                                                      | Hugo Awards                                             | Best Dramatic Presentation — Long Form                                      | «Хоббіт: Несподівана подорож» (2012)                                                   | Номінація | разом із Френ Волш, Філіппою Боєнс та Гільєрмо дель Торо                      |
| 2013 | Rondo Statuette                                           | Rondo Hatton Classic Horror Awards                      | Best Film                                                                   | «Хоббіт: Пустка Смога» (2013)                                                          | Номінація |                                                                               |
| 2013 | SFX Award                                                 | SFX Awards, UK                                          | Best Director                                                               | «Хоббіт: Несподівана подорож» (2012)                                                   | Номінація |                                                                               |
| 2013 | Yoga Award                                                | Yoga Awards                                             | Worst Foreign Film                                                          | «Хоббіт: Несподівана подорож» (2012)                                                   | Перемога  |                                                                               |
| 2012 | ACCA                                                      | Awards Circuit Community Awards                         | Best Directing of the Decade                                                | «Володар перснів: Повернення короля» (2003)                                            | Перемога  |                                                                               |
| 2012 | ACCA                                                      | Awards Circuit Community Awards                         | Best Adapted Screenplay of the Decade                                       | «Володар перснів: Братерство персня» (2001)                                            | Перемога  | разом із Френ Волш та Філіппою Боєнс                                          |
| 2012 | INOCA                                                     | International Online Cinema Awards (INOCA)              | Best Animated Feature                                                       | «Пригоди Тінтіна: „Таємниця Єдинорога“» (2011)                                         | Перемога  | разом із Кетлін Кеннеді та Стівеном Спілбергом                                |
| 2012 | OFTA Film Award                                           | Online Film & Television Association                    | Best Animated Picture                                                       | «Пригоди Тінтіна: „Таємниця Єдинорога“» (2011)                                         | Перемога  | разом із Стівеном Спілбергом та Кетлін Кеннеді                                |
| 2012 | PGA Award                                                 | PGA Awards                                              | Outstanding Producer of Animated Theatrical Motion Pictures                 | «Пригоди Тінтіна: „Таємниця Єдинорога“» (2011)                                         | Перемога  | разом із Кетлін Кеннеді та Стівеном Спілбергом                                |
| 2012 | Rondo Statuette                                           | Rondo Hatton Classic Horror Awards                      | Best Film                                                                   | «Хоббіт: Несподівана подорож» (2012)                                                   | Номінація |                                                                               |
| 2010 | Oscar                                                     | Academy Awards, USA                                     | Best Motion Picture of the Year                                             | «Дев'ятий округ» (2009)                                                                | Номінація | разом із Керолін Каннінгем                                                    |
| 2010 | Gold Derby Award                                          | Gold Derby Awards                                       | Director of the Decade                                                      | «Володар перснів: Повернення короля» (2003)                                            | Перемога  |                                                                               |
| 2010 | Gold Derby Award                                          | Gold Derby Awards                                       | Creative Person of the Decade                                               |                                                                                        | Перемога  |                                                                               |
| 2010 | Gold Derby Award                                          | Gold Derby Awards                                       | Adapted Screenplay of the Decade                                            | «Володар перснів: Братерство персня» (2001)                                            | Номінація | разом із Френ Волш та Філіппою Боєнс                                          |
| 2010 | IOFCP Award                                               | International Online Film Critics' Poll                 | Best Director of the Decade                                                 | «Володар перснів: Повернення короля» (2003)                                            | Перемога  |                                                                               |
| 2010 | OFTA Film Award                                           | Online Film & Television Association                    | Best Picture                                                                | «Дев'ятий округ» (2009)                                                                | Номінація | разом із Керолін Каннінгем                                                    |
| 2010 | PGA Award                                                 | PGA Awards                                              | Outstanding Producer of Theatrical Motion Pictures                          | «Дев'ятий округ» (2009)                                                                | Номінація | разом із Керолін Каннінгем                                                    |
| 2009 | ACCA                                                      | Awards Circuit Community Awards                         | Best Motion Picture                                                         | «Дев'ятий округ» (2009)                                                                | Номінація | разом із Керолін Каннінгем                                                    |
| 2009 | Rondo Statuette                                           | Rondo Hatton Classic Horror Awards                      | Best Film                                                                   | «Милі кості» (2009)                                                                    | Номінація |                                                                               |
| 2008 | IFMCA Award                                               | International Film Music Critics Award (IFMCA)          | Best New Release, Re-Release or Re-Recording of an Existing Score           | «Володар перснів: Повернення короля» (2003)                                            | Номінація | разом із композитором Говардом Шором та іншими                                |
| 2007 | Jupiter Award                                             | Jupiter Award                                           | Best International Director                                                 | «Кінг-Конг» (2005)                                                                     | Перемога  |                                                                               |
| 2006 | Saturn Award                                              | Academy of Science Fiction, Fantasy & Horror Films, USA | Best Director                                                               | «Кінг-Конг» (2005)                                                                     | Перемога  |                                                                               |
| 2006 | Saturn Award                                              | Academy of Science Fiction, Fantasy & Horror Films, USA | Best Writing                                                                | «Кінг-Конг» (2005)                                                                     | Номінація | разом із Френ Волш та Філіппою Боєнс                                          |
| 2006 | Critics Choice Award                                      | Broadcast Film Critics Association Awards               | Best Director                                                               | «Кінг-Конг» (2005)                                                                     | Номінація |                                                                               |
| 2006 | CFCA Award                                                | Chicago Film Critics Association Awards                 | Best Director                                                               | «Кінг-Конг» (2005)                                                                     | Номінація |                                                                               |
| 2006 | DVDX Award                                                | DVD Exclusive Awards                                    | Best Behind-the-Scenes Program (New for DVD)                                | «Як знімався фільм „Конг, восьме диво світу“» (2005)                                   | Номінація | разом із Майклом Пеллеріном                                                   |
| 2006 | DVDX Award                                                | DVD Exclusive Awards                                    | Best New Movie Scenes (Finished-Edited Into Movie or Stand-Alone)           | King Kong (1933) + The Lost Spider Pit Sequence (2005), спеціальне видання на двох DVD | Номінація | разом із Майклом Пеллеріном                                                   |
| 2006 | Empire Award                                              | Empire Awards, UK                                       | Best Director                                                               | «Кінг-Конг» (2005)                                                                     | Номінація |                                                                               |
| 2006 | Gold Derby Award                                          | Gold Derby Awards                                       | Director                                                                    | «Кінг-Конг» (2005)                                                                     | Номінація |                                                                               |
| 2006 | Golden Globe                                              | Golden Globes, USA                                      | Best Director — Motion Picture                                              | «Кінг-Конг» (2005)                                                                     | Номінація |                                                                               |
| 2006 | IFMCA Award                                               | International Film Music Critics Award (IFMCA)          | Best New Release, Re-Release or Re-Recording of an Existing Score           | «Володар перснів: Братерство персня» (2001)                                            | Перемога  | разом із Говардом Шором та іншими                                             |
| 2006 | INOCA                                                     | International Online Cinema Awards (INOCA)              | Best Director                                                               | «Кінг-Конг» (2005)                                                                     | Номінація |                                                                               |
| 2006 | ALFS Award                                                | London Critics Circle Film Awards                       | Director of the Year                                                        | «Кінг-Конг» (2005)                                                                     | Номінація |                                                                               |
| 2006 | OFCS Award                                                | Online Film Critics Society Awards                      | Best Director                                                               | «Кінг-Конг» (2005)                                                                     | Номінація |                                                                               |
| 2006 | Rondo Statuette                                           | Rondo Hatton Classic Horror Awards                      | BEST DVD EXTRA                                                              | «Кінг-Конг» (2005)                                                                     | Номінація |                                                                               |
| 2005 | ACCA                                                      | Awards Circuit Community Awards                         | Best Motion Picture                                                         | «Кінг-Конг» (2005)                                                                     | Номінація | разом із Яном Бленкіном, Керолін Каннінгем та Френ Волш                       |
| 2005 | DFWFCA Award                                              | Dallas-Fort Worth Film Critics Association Awards       | Best Director                                                               | «Кінг-Конг» (2005)                                                                     | Номінація |                                                                               |
| 2005 | DVDX Award                                                | DVD Exclusive Awards                                    | Best Audio Commentary (New for DVD)                                         | «Володар перснів: Повернення короля» (2003, спеціальне розширене видання)              | Перемога  | разом із Френ Волш та Філіппою Боєнс                                          |
| 2005 | DVDX Award                                                | DVD Exclusive Awards                                    | Best New Movie Scenes (Finished, Edited Into Movie or Stand-Alone)          | «Володар перснів: Повернення короля» (2003, спеціальне розширене видання)              | Перемога  |                                                                               |
| 2005 | Golden Schmoes                                            | Golden Schmoes Awards                                   | Best Director of the Year                                                   | «Кінг-Конг» (2005)                                                                     | Номінація |                                                                               |
| 2005 | Rondo Statuette                                           | Rondo Hatton Classic Horror Awards                      | Best Film                                                                   | «Кінг-Конг» (2005)                                                                     | Перемога  |                                                                               |
| 2005 | Rondo Statuette                                           | Rondo Hatton Classic Horror Awards                      | Best DVD Extra                                                              | The Lost Spider Pit Sequence (2005)                                                    | Перемога  |                                                                               |
| 2005 | Nebula Award                                              | Science Fiction and Fantasy Writers of America          | Best Script                                                                 | «Володар перснів: Повернення короля» (2003)                                            | Перемога  | разом із Френ Волш та Філіппою Боєнс                                          |
| 2005 | SLFCA Award                                               | St. Louis Film Critics Association, US                  | Best Director                                                               | «Кінг-Конг» (2005)                                                                     | Номінація |                                                                               |
| 2004 | Oscar                                                     | Academy Awards, USA                                     | Best Picture                                                                | «Володар перснів: Повернення короля» (2003)                                            | Перемога  | разом із Баррі М. Осборном та Френ Волш                                       |
| 2004 | Oscar                                                     | Academy Awards, USA                                     | Best Director                                                               | «Володар перснів: Повернення короля» (2003)                                            | Перемога  |                                                                               |
| 2004 | Oscar                                                     | Academy Awards, USA                                     | Best Writing, Adapted Screenplay                                            | «Володар перснів: Повернення короля» (2003)                                            | Перемога  | разом із Френ Волш та Філіппою Боєнс                                          |
| 2004 | BAFTA Film Award                                          | BAFTA Awards                                            | Best Film                                                                   | «Володар перснів: Повернення короля» (2003)                                            | Перемога  | разом із Баррі М. Осборном та Френ Волш                                       |
| 2004 | BAFTA Film Award                                          | BAFTA Awards                                            | Best Screenplay — Adapted                                                   | «Володар перснів: Повернення короля» (2003)                                            | Перемога  | разом із Френ Волш та Філіппою Боєнс                                          |
| 2004 | David Lean Award for Direction                            | BAFTA Awards                                            |                                                                             | «Володар перснів: Повернення короля» (2003)                                            | Номінація |                                                                               |
| 2004 | BAFTA Children's Award                                    | BAFTA Awards                                            | Best Feature Film                                                           | «Володар перснів: Повернення короля» (2003)                                            | Номінація | разом із Баррі М. Осборном та Френ Волш                                       |
| 2004 | Saturn Award                                              | Academy of Science Fiction, Fantasy & Horror Films, USA | Best Director                                                               | «Володар перснів: Повернення короля» (2003)                                            | Перемога  |                                                                               |
| 2004 | Saturn Award                                              | Academy of Science Fiction, Fantasy & Horror Films, USA | Best Writing                                                                | «Володар перснів: Повернення короля» (2003)                                            | Перемога  | разом із Френ Волш та Філіппою Боєнс                                          |
| 2004 | Amanda                                                    | Amanda Awards, Norway                                   | Best Foreign Feature Film (Årets utenlandske kinofilm)                      | «Володар перснів: Повернення короля» (2003)                                            | Перемога  |                                                                               |
| 2004 | Lifetime Achievement Award                                | Amsterdam Fantastic Film Festival                       |                                                                             |                                                                                        | Перемога  |                                                                               |
| 2004 | AFI Award                                                 | Australian Film Institute                               | Best Foreign Film                                                           | «Володар перснів: Повернення короля» (2003)                                            | Перемога  | разом із Баррі М. Осборном та Френ Волш                                       |
| 2004 | Bodil                                                     | Bodil Awards                                            | Best American Film (Bedste amerikanske film)                                | «Володар перснів: Повернення короля» (2003)                                            | Номінація |                                                                               |
| 2004 | Critics Choice Award                                      | Broadcast Film Critics Association Awards               | Best Director                                                               | «Володар перснів: Повернення короля» (2003)                                            | Перемога  |                                                                               |
| 2004 | COFCA Award                                               | Central Ohio Film Critics Association                   | Best Director                                                               | «Володар перснів: Повернення короля» (2003)                                            | Перемога  |                                                                               |
| 2004 | COFCA Award                                               | Central Ohio Film Critics Association                   | Best Screenplay, Adapted                                                    | «Володар перснів: Повернення короля» (2003)                                            | Номінація | разом із Френ Волш та Філіппою Боєнс                                          |
| 2004 | CFCA Award                                                | Chicago Film Critics Association Awards                 | Best Director                                                               | «Володар перснів: Повернення короля» (2003)                                            | Перемога  |                                                                               |
| 2004 | CFCA Award                                                | Chicago Film Critics Association Awards                 | Best Screenplay                                                             | «Володар перснів: Повернення короля» (2003)                                            | Номінація | разом із Френ Волш та Філіппою Боєнс                                          |
| 2004 | DFWFCA Award                                              | Dallas-Fort Worth Film Critics Association Awards       | Best Director                                                               | «Володар перснів: Повернення короля» (2003)                                            | Перемога  |                                                                               |
| 2004 | DFWFCA Award                                              | Dallas-Fort Worth Film Critics Association Awards       | Best Screenplay                                                             | «Володар перснів: Повернення короля» (2003)                                            | Перемога  | разом із Френ Волш та Філіппою Боєнс                                          |
| 2004 | Robert                                                    | Danish Film Awards (Robert)                             | Best American Film (Årets amerikanske film)                                 | «Володар перснів: Повернення короля» (2003)                                            | Номінація |                                                                               |
| 2004 | DGA Award                                                 | Directors Guild of America, USA                         | Outstanding Directorial Achievement in Motion Pictures                      | «Володар перснів: Повернення короля» (2003)                                            | Перемога  | разом із іншими членами знімальної групи                                      |
| 2004 | DGGB Award                                                | Directors Guild of Great Britain                        | Outstanding Directorial Achievement in International Film                   | «Володар перснів: Повернення короля» (2003)                                            | Перемога  |                                                                               |
| 2004 | Empire Award                                              | Empire Awards, UK                                       | Best Director                                                               | «Володар перснів: Повернення короля» (2003)                                            | Номінація |                                                                               |
| 2004 | FFCC Award                                                | Florida Film Critics Circle Awards                      | Best Director                                                               | «Володар перснів: Повернення короля» (2003)                                            | Перемога  |                                                                               |
| 2004 | Gold Derby Award                                          | Gold Derby Awards                                       | Adapted Screenplay                                                          | «Володар перснів: Повернення короля» (2003)                                            | Перемога  | разом із Френ Волш та Філіппою Боєнс                                          |
| 2004 | Gold Derby Award                                          | Gold Derby Awards                                       | Motion Picture                                                              | «Володар перснів: Повернення короля» (2003)                                            | Перемога  | разом із Баррі М. Осборном та Френ Волш                                       |
| 2004 | Gold Derby Award                                          | Gold Derby Awards                                       | Director                                                                    | «Володар перснів: Повернення короля» (2003)                                            | Перемога  |                                                                               |
| 2004 | Golden Globe                                              | Golden Globes, USA                                      | Best Director — Motion Picture                                              | «Володар перснів: Повернення короля» (2003)                                            | Перемога  |                                                                               |
| 2004 | Hugo                                                      | Hugo Awards                                             | Best Dramatic Presentation — Long Form                                      | «Володар перснів: Повернення короля» (2003)                                            | Перемога  | разом із Френ Волш, Філіппою Боєнс та Дж. Р. Р. Толкіном                      |
| 2004 | Hugo                                                      | Hugo Awards                                             | Best Dramatic Presentation — Short Form                                     | Церемонія MTV Movie Awards (2003)                                                      | Перемога  | разом із Френ Волш та Філіппою Боєнс                                          |
| 2004 | ICS Award                                                 | International Cinephile Society Awards                  | Best Director                                                               | «Володар перснів: Повернення короля» (2003)                                            | Перемога  |                                                                               |
| 2004 | ICS Award                                                 | International Cinephile Society Awards                  | Best Adapted Screenplay                                                     | «Володар перснів: Повернення короля» (2003)                                            | Перемога  | разом із Френ Волш та Філіппою Боєнс                                          |
| 2004 | INOCA                                                     | International Online Cinema Awards (INOCA)              | Best Director                                                               | «Володар перснів: Повернення короля» (2003)                                            | Перемога  |                                                                               |
| 2004 | INOCA                                                     | International Online Cinema Awards (INOCA)              | Best Adapted Screenplay                                                     | «Володар перснів: Повернення короля» (2003)                                            | Перемога  | разом із Френ Волш та Філіппою Боєнс                                          |
| 2004 | IFC Award                                                 | Iowa Film Critics Awards                                | Best Director                                                               | «Володар перснів: Повернення короля» (2003)                                            | Перемога  |                                                                               |
| 2004 | IOMA                                                      | Italian Online Movie Awards (IOMA)                      | Best Director (Miglior regia)                                               | «Володар перснів: Повернення короля» (2003)                                            | Номінація |                                                                               |
| 2004 | IOMA                                                      | Italian Online Movie Awards (IOMA)                      | Best Adapted Screenplay (Miglior sceneggiatura non originale)               | «Володар перснів: Повернення короля» (2003)                                            | Номінація | разом із Френ Волш та Філіппою Боєнс                                          |
| 2004 | Sierra Award                                              | Las Vegas Film Critics Society Awards                   | Best Director                                                               | «Володар перснів: Повернення короля» (2003)                                            | Перемога  |                                                                               |
| 2004 | Sierra Award                                              | Las Vegas Film Critics Society Awards                   | Best Screenplay                                                             | «Володар перснів: Повернення короля» (2003)                                            | Номінація | разом із Френ Волш та Філіппою Боєнс                                          |
| 2004 | ALFS Award                                                | London Critics Circle Film Awards                       | Director of the Year                                                        | «Володар перснів: Повернення короля» (2003)                                            | Номінація |                                                                               |
| 2004 | LAFCA Award                                               | Los Angeles Film Critics Association Awards             | Best Director                                                               | «Володар перснів: Повернення короля» (2003)                                            | Перемога  |                                                                               |
| 2004 | NSFC Award                                                | National Society of Film Critics Awards, USA            | Best Director                                                               | «Володар перснів: Повернення короля» (2003)                                            | Номінація |                                                                               |
| 2004 | OFTA Film Award                                           | Online Film & Television Association                    | Best Picture                                                                | «Володар перснів: Повернення короля» (2003)                                            | Перемога  | разом із Баррі М. Осборном та Френ Волш                                       |
| 2004 | OFTA Film Award                                           | Online Film & Television Association                    | Best Director                                                               | «Володар перснів: Повернення короля» (2003)                                            | Перемога  |                                                                               |
| 2004 | OFTA Film Award                                           | Online Film & Television Association                    | Best Writing, Screenplay Based on Material from Another Medium              | «Володар перснів: Повернення короля» (2003)                                            | Перемога  | разом із Френ Волш та Філіппою Боєнс                                          |
| 2004 | OFCS Award                                                | Online Film Critics Society Awards                      | Best Director                                                               | «Володар перснів: Повернення короля» (2003)                                            | Перемога  |                                                                               |
| 2004 | OFCS Award                                                | Online Film Critics Society Awards                      | Best Adapted Screenplay                                                     | «Володар перснів: Повернення короля» (2003)                                            | Перемога  | разом із Френ Волш та Філіппою Боєнс                                          |
| 2004 | PGA Award                                                 | PGA Awards                                              | Outstanding Producer of Theatrical Motion Pictures                          | «Володар перснів: Повернення короля» (2003)                                            | Перемога  | разом із Баррі М. Осборном та Френ Волш                                       |
| 2004 | PFCS Award                                                | Phoenix Film Critics Society Awards                     | Best Director                                                               | «Володар перснів: Повернення короля» (2003)                                            | Перемога  |                                                                               |
| 2004 | PFCS Award                                                | Phoenix Film Critics Society Awards                     | Best Screenplay, Adapted                                                    | «Володар перснів: Повернення короля» (2003)                                            | Перемога  | разом із Френ Волш та Філіппою Боєнс                                          |
| 2004 | Modern Master Award                                       | Santa Barbara International Film Festival               |                                                                             |                                                                                        | Перемога  |                                                                               |
| 2004 | Nebula Award                                              | Science Fiction and Fantasy Writers of America          | Best Script                                                                 | «Володар перснів: Дві вежі» (2002)                                                     | Перемога  | разом із Френ Волш, Філіппою Боєнс та Стівеном Сінклером                      |
| 2004 | SFX Award                                                 | SFX Awards, UK                                          | Best Film Director                                                          | «Володар перснів: Повернення короля» (2003)                                            | Перемога  |                                                                               |
| 2004 | USC Scripter Award                                        | USC Scripter Award                                      |                                                                             | «Володар перснів: Повернення короля» (2003)                                            | Номінація | разом із Френ Волш, Філіппою Боєнс та Дж. Р. Р. Толкіном                      |
| 2004 | VFCC Award                                                | Vancouver Film Critics Circle                           | Best Director                                                               | «Володар перснів: Повернення короля» (2003)                                            | Перемога  |                                                                               |
| 2004 | WGA Award (Screen)                                        | Writers Guild of America, USA                           | Best Adapted Screenplay                                                     | «Володар перснів: Повернення короля» (2003)                                            | Номінація | разом із Френ Волш та Філіппою Боєнс                                          |
| 2004 | Special Award                                             | Yoga Awards                                             | Worst Trilogy                                                               | Трилогія «Володар перснів» (2001—2003)                                                 | Перемога  |                                                                               |
| 2003 | Oscar                                                     | Academy Awards, USA                                     | Best Picture                                                                | «Володар перснів: Дві вежі» (2002)                                                     | Номінація | разом із Баррі М. Осборном та Френ Волш                                       |
| 2003 | BAFTA Children's Award                                    | BAFTA Awards                                            | Best Feature Film                                                           | «Володар перснів: Дві вежі» (2002)                                                     | Номінація | разом із Баррі М. Осборном та Френ Волш                                       |
| 2003 | BAFTA Film Award                                          | BAFTA Awards                                            | Best Film                                                                   | «Володар перснів: Дві вежі» (2002)                                                     | Номінація | разом із Баррі М. Осборном та Френ Волш                                       |
| 2003 | David Lean Award for Direction                            | BAFTA Awards                                            |                                                                             | «Володар перснів: Дві вежі» (2002)                                                     | Номінація |                                                                               |
| 2003 | Saturn Award                                              | Academy of Science Fiction, Fantasy & Horror Films, USA | Best Director                                                               | «Володар перснів: Дві вежі» (2002)                                                     | Номінація |                                                                               |
| 2003 | Saturn Award                                              | Academy of Science Fiction, Fantasy & Horror Films, USA | Best Writing                                                                | «Володар перснів: Дві вежі» (2002)                                                     | Номінація | разом із Френ Волш, Філіппою Боєнс та Стівеном Сінклером                      |
| 2003 | Amanda                                                    | Amanda Awards, Norway                                   | Best Foreign Feature Film (Årets utenlandske spillefilm)                    | «Володар перснів: Дві вежі» (2002)                                                     | Номінація |                                                                               |
| 2003 | Best Foreign Film Award                                   | Australian Film Institute                               |                                                                             | «Володар перснів: Дві вежі» (2002)                                                     | Перемога  | разом із Баррі М. Осборном та Френ Волш                                       |
| 2003 | ACCA                                                      | Awards Circuit Community Awards                         | Best Motion Picture                                                         | «Володар перснів: Повернення короля» (2003)                                            | Перемога  | разом із Баррі М. Осборном та Френ Волш                                       |
| 2003 | ACCA                                                      | Awards Circuit Community Awards                         | Best Director                                                               | «Володар перснів: Повернення короля» (2003)                                            | Перемога  |                                                                               |
| 2003 | BSFC Award                                                | Boston Society of Film Critics Awards                   | Best Director                                                               | «Володар перснів: Повернення короля» (2003)                                            | Номінація |                                                                               |
| 2003 | CFCA Award                                                | Chicago Film Critics Association Awards                 | Best Director                                                               | «Володар перснів: Дві вежі» (2002)                                                     | Номінація |                                                                               |
| 2003 | Audience Award                                            | Chlotrudis Awards                                       | Best Adapted Screenplay                                                     | «Володар перснів: Дві вежі» (2002)                                                     | Перемога  | разом із Френ Волш, Філіппою Боєнс та Стівеном Сінклером                      |
| 2003 | Chlotrudis Award                                          | Chlotrudis Awards                                       | Best Adapted Screenplay                                                     | «Володар перснів: Дві вежі» (2002)                                                     | Номінація | разом із Френ Волш, Філіппою Боєнс та Стівеном Сінклером                      |
| 2003 | Czech Lion                                                | Czech Lions                                             | Best Foreign Language Film (Nejlepsí zahranicní film)                       | «Володар перснів: Братерство персня» (2001)                                            | Номінація |                                                                               |
| 2003 | DFWFCA Award                                              | Dallas-Fort Worth Film Critics Association Awards       | Best Director                                                               | «Володар перснів: Дві вежі» (2002)                                                     | Перемога  |                                                                               |
| 2003 | Robert                                                    | Danish Film Awards (Robert)                             | Best American Film (Årets amerikanske film)                                 | «Володар перснів: Дві вежі» (2002)                                                     | Номінація |                                                                               |
| 2003 | DGA Award                                                 | Directors Guild of America, USA                         | Outstanding Directorial Achievement in Motion Pictures                      | «Володар перснів: Дві вежі» (2002)                                                     | Номінація |                                                                               |
| 2003 | DVD Premiere Award                                        | DVD Exclusive Awards                                    | Best New, Enhanced or Reconstructed Movie Scenes                            | «Володар перснів: Братерство персня» (2001, спеціальне розширене видання)              | Перемога  |                                                                               |
| 2003 | DVD Premiere Award                                        | DVD Exclusive Awards                                    | Best Audio Commentary, New Release                                          | «Володар перснів: Братерство персня» (2001, спеціальне розширене видання)              | Перемога  | разом із Френ Волш та Філіппою Боєнс                                          |
| 2003 | Director Award                                            | DVD Exclusive Awards                                    |                                                                             |                                                                                        | Перемога  |                                                                               |
| 2003 | DVDX Award                                                | DVD Exclusive Awards                                    | Best New Movie Scenes (Finished-Edited Into Movie or Stand-Alone)           | «Володар перснів: Дві вежі» (2002, спеціальне розширене видання)                       | Перемога  |                                                                               |
| 2003 | DVDX Award                                                | DVD Exclusive Awards                                    | Best Audio Commentary (New for DVD)                                         | «Володар перснів: Дві вежі» (2002, спеціальне розширене видання)                       | Номінація | разом із Френ Волш та Філіппою Боєнс                                          |
| 2003 | Empire Award                                              | Empire Awards, UK                                       | Best Director                                                               | «Володар перснів: Дві вежі» (2002)                                                     | Номінація |                                                                               |
| 2003 | Gold Derby Award                                          | Gold Derby Awards                                       | Director                                                                    | «Володар перснів: Дві вежі» (2002)                                                     | Перемога  |                                                                               |
| 2003 | Gold Derby Award                                          | Gold Derby Awards                                       | Motion Picture                                                              | «Володар перснів: Дві вежі» (2002)                                                     | Номінація | разом із Баррі М. Осборном та Френ Волш                                       |
| 2003 | Gold Derby Award                                          | Gold Derby Awards                                       | Adapted Screenplay                                                          | «Володар перснів: Дві вежі» (2002)                                                     | Номінація | разом із Френ Волш та Філіппою Боєнс                                          |
| 2003 | Golden Globe                                              | Golden Globes, USA                                      | Best Director — Motion Picture                                              | «Володар перснів: Дві вежі» (2002)                                                     | Номінація |                                                                               |
| 2003 | Golden Schmoes                                            | Golden Schmoes Awards                                   | Best Director of the Year                                                   | «Володар перснів: Повернення короля» (2003)                                            | Перемога  |                                                                               |
| 2003 | Golden Schmoes                                            | Golden Schmoes Awards                                   | Best Screenplay of the Year                                                 | «Володар перснів: Повернення короля» (2003)                                            | Перемога  | разом із Френ Волш та Філіппою Боєнс                                          |
| 2003 | Hugo                                                      | Hugo Awards                                             | Best Dramatic Presentation — Long Form                                      | «Володар перснів: Дві вежі» (2002)                                                     | Перемога  | разом із Френ Волш, Філіппою Боєнс, Стівеном Сінклером та Дж. Р. Р. Толкіном  |
| 2003 | INOCA                                                     | International Online Cinema Awards (INOCA)              | Best Director                                                               | «Володар перснів: Дві вежі» (2002)                                                     | Номінація |                                                                               |
| 2003 | INOCA                                                     | International Online Cinema Awards (INOCA)              | Best Adapted Screenplay                                                     | «Володар перснів: Дві вежі» (2002)                                                     | Номінація | разом із Френ Волш, Філіппою Боєнс та Стівеном Сінклером                      |
| 2003 | IOMA                                                      | Italian Online Movie Awards (IOMA)                      | Best Director (Miglior regia)                                               | «Володар перснів: Дві вежі» (2002)                                                     | Номінація |                                                                               |
| 2003 | IOMA                                                      | Italian Online Movie Awards (IOMA)                      | Best Screenplay (Miglior sceneggiatura)                                     | «Володар перснів: Дві вежі» (2002)                                                     | Номінація | разом із Френ Волш, Філіппою Боєнс та Стівеном Сінклером                      |
| 2003 | Jupiter Award                                             | Jupiter Award                                           | Best International Film                                                     | «Володар перснів: Повернення короля» (2003)                                            | Перемога  |                                                                               |
| 2003 | Jupiter Award                                             | Jupiter Award                                           | Best International Director                                                 | «Володар перснів: Повернення короля» (2003)                                            | Перемога  |                                                                               |
| 2003 | KCFCC Award                                               | Kansas City Film Critics Circle Awards                  | Best Director                                                               | «Володар перснів: Повернення короля» (2003)                                            | Перемога  | Пітер Джексон став першим продюсером, який здобував нагороду три роки поспіль |
| 2003 | ALFS Award                                                | London Critics Circle Film Awards                       | Director of the Year                                                        | «Володар перснів: Дві вежі» (2002)                                                     | Номінація |                                                                               |
| 2003 | NYFCC Award                                               | New York Film Critics Circle Awards                     | Best Director                                                               | «Володар перснів: Повернення короля» (2003)                                            | Номінація |                                                                               |
| 2003 | OFTA Film Award                                           | Online Film & Television Association                    | Best Picture                                                                | «Володар перснів: Дві вежі» (2002)                                                     | Перемога  | разом із Баррі М. Осборном та Френ Волш                                       |
| 2003 | OFTA Film Award                                           | Online Film & Television Association                    | Best Director                                                               | «Володар перснів: Дві вежі» (2002)                                                     | Перемога  |                                                                               |
| 2003 | OFTA Film Award                                           | Online Film & Television Association                    | Best Writing, Screenplay Based on Material from Another Medium              | «Володар перснів: Дві вежі» (2002)                                                     | Номінація | разом із Френ Волш, Філіппою Боєнс та Стівеном Сінклером                      |
| 2003 | OFCS Award                                                | Online Film Critics Society Awards                      | Best Director                                                               | «Володар перснів: Дві вежі» (2002)                                                     | Перемога  |                                                                               |
| 2003 | OFCS Award                                                | Online Film Critics Society Awards                      | Best Adapted Screenplay                                                     | «Володар перснів: Дві вежі» (2002)                                                     | Номінація | разом із Френ Волш, Філіппою Боєнс та Стівеном Сінклером                      |
| 2003 | PGA Award                                                 | PGA Awards                                              | Outstanding Producer of Theatrical Motion Pictures                          | «Володар перснів: Дві вежі» (2002)                                                     | Номінація | разом із Баррі М. Осборном та Френ Волш                                       |
| 2003 | PFCS Award                                                | Phoenix Film Critics Society Awards                     | Best Screenplay — Adapted                                                   | «Володар перснів: Дві вежі» (2002)                                                     | Перемога  | разом із Френ Волш, Філіппою Боєнс та Стівеном Сінклером                      |
| 2003 | PFCS Award                                                | Phoenix Film Critics Society Awards                     | Best Director                                                               | «Володар перснів: Дві вежі» (2002)                                                     | Номінація |                                                                               |
| 2003 | Rondo Statuette                                           | Rondo Hatton Classic Horror Awards                      | Best Genre Film                                                             | «Володар перснів: Повернення короля» (2003)                                            | Перемога  |                                                                               |
| 2003 | SDFCS Award                                               | San Diego Film Critics Society Awards                   | Best Director                                                               | «Володар перснів: Повернення короля» (2003)                                            | Перемога  |                                                                               |
| 2003 | SFFCC Award                                               | San Francisco Film Critics Circle                       | Best Director                                                               | «Володар перснів: Повернення короля» (2003)                                            | Перемога  |                                                                               |
| 2003 | Golden Satellite Award                                    | Satellite Awards                                        | Best Director                                                               | «Володар перснів: Дві вежі» (2002)                                                     | Номінація |                                                                               |
| 2003 | Golden Satellite Award                                    | Satellite Awards                                        | Best Screenplay, Adapted                                                    | «Володар перснів: Дві вежі» (2002)                                                     | Номінація | разом із Френ Волш, Філіппою Боєнс та Стівеном Сінклером                      |
| 2003 | Nebula Award                                              | Science Fiction and Fantasy Writers of America          | Best Script                                                                 | «Володар перснів: Братерство персня» (2001)                                            | Перемога  | разом із Френ Волш та Філіппою Боєнс                                          |
| 2003 | Seattle Film Critics Award                                | Seattle Film Critics Awards                             | Best Director                                                               | «Володар перснів: Повернення короля» (2003)                                            | Номінація |                                                                               |
| 2003 | Seattle Film Critics Award                                | Seattle Film Critics Awards                             | Best Screenplay, Adapted                                                    | «Володар перснів: Повернення короля» (2003)                                            | Номінація | разом із Френ Волш та Філіппою Боєнс                                          |
| 2003 | SFX Award                                                 | SFX Awards, UK                                          | Best SF or Fantasy Film Director                                            | «Володар перснів: Дві вежі» (2002)                                                     | Перемога  |                                                                               |
| 2003 | SEFCA Award                                               | Southeastern Film Critics Association Awards            | Best Director                                                               | «Володар перснів: Повернення короля» (2003)                                            | Перемога  |                                                                               |
| 2003 | SEFCA Award                                               | Southeastern Film Critics Association Awards            | Best Adapted Screenplay                                                     | «Володар перснів: Повернення короля» (2003)                                            | Номінація | разом із Френ Волш та Філіппою Боєнс                                          |
| 2003 | TFCA Award                                                | Toronto Film Critics Association Awards                 | Best Director                                                               | «Володар перснів: Повернення короля» (2003)                                            | Перемога  |                                                                               |
| 2003 | Special Citation                                          | Toronto Film Critics Association Awards                 |                                                                             | Трилогія «Володар перснів» (2001—2003)                                                 | Перемога  |                                                                               |
| 2003 | USC Scripter Award                                        | USC Scripter Award                                      |                                                                             | «Володар перснів: Дві вежі» (2002)                                                     | Номінація | разом із Френ Волш, Філіппою Боєнс, Стівеном Сінклером та Дж. Р. Р. Толкіном  |
| 2003 | UFCA Award                                                | Utah Film Critics Association Awards                    | Best Director                                                               | «Володар перснів: Повернення короля» (2003)                                            | Перемога  |                                                                               |
| 2003 | UFCA Award                                                | Utah Film Critics Association Awards                    | Best Screenplay                                                             | «Володар перснів: Повернення короля» (2003)                                            | Номінація | разом із Френ Волш та Філіппою Боєнс                                          |
| 2003 | VVFP Award                                                | Village Voice Film Poll                                 | Best Director                                                               | «Володар перснів: Повернення короля» (2003)                                            | Номінація | 2-ге місце                                                                    |
| 2003 | WAFCA Award                                               | Washington DC Area Film Critics Association Awards      | Best Director                                                               | «Володар перснів: Повернення короля» (2003)                                            | Перемога  |                                                                               |
| 2003 | WAFCA Award                                               | Washington DC Area Film Critics Association Awards      | Best Screenplay, Adapted                                                    | «Володар перснів: Повернення короля» (2003)                                            | Номінація | разом із Френ Волш та Філіппою Боєнс                                          |
| 2002 | Oscar                                                     | Academy Awards, USA                                     | Best Picture                                                                | «Володар перснів: Братерство персня» (2001)                                            | Номінація | разом із Баррі М. Осборном та Френ Волш                                       |
| 2002 | Oscar                                                     | Academy Awards, USA                                     | Best Director                                                               | «Володар перснів: Братерство персня» (2001)                                            | Номінація |                                                                               |
| 2002 | Oscar                                                     | Academy Awards, USA                                     | Best Writing, Screenplay Based on Material Previously Produced or Published | «Володар перснів: Братерство персня» (2001)                                            | Номінація | разом із Френ Волш та Філіппою Боєнс                                          |
| 2002 | BAFTA Film Award                                          | BAFTA Awards                                            | Best Film                                                                   | «Володар перснів: Братерство персня» (2001)                                            | Перемога  | разом із Баррі М. Осборном та Тімом Сандерсом                                 |
| 2002 | David Lean Award for Direction                            | BAFTA Awards                                            |                                                                             | «Володар перснів: Братерство персня» (2001)                                            | Перемога  |                                                                               |
| 2002 | BAFTA Children's Award                                    | BAFTA Awards                                            | Best Feature Film                                                           | «Володар перснів: Братерство персня» (2001)                                            | Номінація | разом із Баррі М. Осборном, Френ Волш та Тімом Сандерсом                      |
| 2002 | BAFTA Film Award                                          | BAFTA Awards                                            | Best Screenplay — Adapted                                                   | «Володар перснів: Братерство персня» (2001)                                            | Номінація | разом із Френ Волш та Філіппою Боєнс                                          |
| 2002 | Saturn Award                                              | Academy of Science Fiction, Fantasy & Horror Films, USA | Best Director                                                               | «Володар перснів: Братерство персня» (2001)                                            | Перемога  |                                                                               |
| 2002 | Saturn Award                                              | Academy of Science Fiction, Fantasy & Horror Films, USA | Best Writing                                                                | «Володар перснів: Братерство персня» (2001)                                            | Номінація | разом із Френ Волш та Філіппою Боєнс                                          |
| 2002 | Amanda                                                    | Amanda Awards, Norway                                   | Best Foreign Feature Film (Årets utenlandske spillefilm)                    | «Володар перснів: Братерство персня» (2001)                                            | Номінація |                                                                               |
| 2002 | Best Foreign Film Award                                   | Australian Film Institute                               |                                                                             | «Володар перснів: Братерство персня» (2001)                                            | Перемога  | разом із Баррі М. Осборном, Френ Волш та Тімом Сандерсом                      |
| 2002 | ACCA                                                      | Awards Circuit Community Awards                         | Best Director                                                               | «Володар перснів: Дві вежі» (2002)                                                     | Перемога  |                                                                               |
| 2002 | ACCA                                                      | Awards Circuit Community Awards                         | Best Motion Picture                                                         | «Володар перснів: Дві вежі» (2002)                                                     | Номінація | разом із Баррі М. Осборном та Френ Волш                                       |
| 2002 | ACCA                                                      | Awards Circuit Community Awards                         | Best Adapted Screenplay                                                     | «Володар перснів: Дві вежі» (2002)                                                     | Номінація | разом із Френ Волш, Філіппою Боєнс та Стівеном Сінклером                      |
| 2002 | Bodil                                                     | Bodil Awards                                            | Best American Film (Bedste amerikanske film)                                | «Володар перснів: Братерство персня» (2001)                                            | Перемога  |                                                                               |
| 2002 | Critics Choice Award                                      | Broadcast Film Critics Association Awards               | Best Director                                                               | «Володар перснів: Братерство персня» (2001)                                            | Номінація |                                                                               |
| 2002 | CFCA Award                                                | Chicago Film Critics Association Awards                 | Best Director                                                               | «Володар перснів: Братерство персня» (2001)                                            | Номінація |                                                                               |
| 2002 | Chlotrudis Award                                          | Chlotrudis Awards                                       | Best Adapted Screenplay                                                     | «Володар перснів: Братерство персня» (2001)                                            | Перемога  | разом із Френ Волш та Філіппою Боєнс                                          |
| 2002 | DFWFCA Award                                              | Dallas-Fort Worth Film Critics Association Awards       | Best Director                                                               | «Володар перснів: Братерство персня» (2001)                                            | Номінація |                                                                               |
| 2002 | Robert                                                    | Danish Film Awards (Robert)                             | Best American Film (Årets amerikanske film)                                 | «Володар перснів: Братерство персня» (2001)                                            | Перемога  |                                                                               |
| 2002 | DGA Award                                                 | Directors Guild of America, USA                         | Outstanding Directorial Achievement in Motion Pictures                      | «Володар перснів: Братерство персня» (2001)                                            | Номінація |                                                                               |
| 2002 | Empire Award                                              | Empire Awards, UK                                       | Best Director                                                               | «Володар перснів: Братерство персня» (2001)                                            | Номінація |                                                                               |
| 2002 | FFCC Award                                                | Florida Film Critics Circle Awards                      | Best Director                                                               | «Володар перснів: Братерство персня» (2001)                                            | Перемога  |                                                                               |
| 2002 | Golden Globe                                              | Golden Globes, USA                                      | Best Director — Motion Picture                                              | «Володар перснів: Братерство персня» (2001)                                            | Номінація |                                                                               |
| 2002 | Golden Schmoes                                            | Golden Schmoes Awards                                   | Best Director of the Year                                                   | «Володар перснів: Дві вежі» (2002)                                                     | Перемога  |                                                                               |
| 2002 | Hugo                                                      | Hugo Awards                                             | Best Dramatic Presentation                                                  | «Володар перснів: Братерство персня» (2001)                                            | Перемога  | разом із іншими членами знімальної групи, продюсерами та Дж. Р. Р. Толкіном   |
| 2002 | Jupiter Award                                             | Jupiter Award                                           | Best International Film                                                     | «Володар перснів: Братерство персня» (2001)                                            | Перемога  |                                                                               |
| 2002 | Jupiter Award                                             | Jupiter Award                                           | Best International Director                                                 | «Володар перснів: Братерство персня» (2001)                                            | Перемога  |                                                                               |
| 2002 | KCFCC Award                                               | Kansas City Film Critics Circle Awards                  | Best Director                                                               | «Володар перснів: Дві вежі» (2002)                                                     | Перемога  |                                                                               |
| 2002 | Sierra Award                                              | Las Vegas Film Critics Society Awards                   | Best Director                                                               | «Володар перснів: Братерство персня» (2001)                                            | Перемога  |                                                                               |
| 2002 | Sierra Award                                              | Las Vegas Film Critics Society Awards                   | Best Screenplay                                                             | «Володар перснів: Братерство персня» (2001)                                            | Номінація | разом із Френ Волш та Філіппою Боєнс                                          |
| 2002 | Sierra Award                                              | Las Vegas Film Critics Society Awards                   | Best Director                                                               | «Володар перснів: Дві вежі» (2002)                                                     | Перемога  |                                                                               |
| 2002 | NSFC Award                                                | National Society of Film Critics Awards, USA            | Best Director                                                               | «Володар перснів: Братерство персня» (2001)                                            | Номінація |                                                                               |
| 2002 | OFTA Film Award                                           | Online Film & Television Association                    | Best Picture                                                                | «Володар перснів: Братерство персня» (2001)                                            | Перемога  | разом із Френ Волш, Баррі М. Осборном та Тімом Сандерсом                      |
| 2002 | OFTA Film Award                                           | Online Film & Television Association                    | Best Director                                                               | «Володар перснів: Братерство персня» (2001)                                            | Перемога  |                                                                               |
| 2002 | OFTA Film Award                                           | Online Film & Television Association                    | Best Writing, Screenplay Based on Material from Another Medium              | «Володар перснів: Братерство персня» (2001)                                            | Перемога  | разом із Френ Волш та Філіппою Боєнс                                          |
| 2002 | OFCS Award                                                | Online Film Critics Society Awards                      | Best Director                                                               | «Володар перснів: Братерство персня» (2001)                                            | Номінація |                                                                               |
| 2002 | OFCS Award                                                | Online Film Critics Society Awards                      | Best Adapted Screenplay                                                     | «Володар перснів: Братерство персня» (2001)                                            | Номінація | разом із Френ Волш та Філіппою Боєнс                                          |
| 2002 | PGA Award                                                 | PGA Awards                                              | Outstanding Producer of Theatrical Motion Pictures                          | «Володар перснів: Братерство персня» (2001)                                            | Номінація | разом із Баррі М. Осборном та Френ Волш                                       |
| 2002 | PFCS Award                                                | Phoenix Film Critics Society Awards                     | Best Director                                                               | «Володар перснів: Братерство персня» (2001)                                            | Перемога  |                                                                               |
| 2002 | PFCS Award                                                | Phoenix Film Critics Society Awards                     | Best Screenplay — Adaptation                                                | «Володар перснів: Братерство персня» (2001)                                            | Перемога  | разом із Френ Волш та Філіппою Боєнс                                          |
| 2002 | Rondo Statuette                                           | Rondo Hatton Classic Horror Awards                      | Best Genre Film                                                             | «Володар перснів: Дві вежі» (2002)                                                     | Перемога  |                                                                               |
| 2002 | Golden Satellite Award                                    | Satellite Awards                                        | Best Screenplay, Adapted                                                    | «Володар перснів: Братерство персня» (2001)                                            | Номінація | разом із Френ Волш та Філіппою Боєнс                                          |
| 2002 | Seattle Film Critics Award                                | Seattle Film Critics Awards                             | Best Director                                                               | «Володар перснів: Дві вежі» (2002)                                                     | Номінація |                                                                               |
| 2002 | Seattle Film Critics Award                                | Seattle Film Critics Awards                             | Best Screenplay, Adapted                                                    | «Володар перснів: Дві вежі» (2002)                                                     | Номінація | разом із Френ Волш, Філіппою Боєнс та Стівеном Сінклером                      |
| 2002 | USC Scripter Award                                        | USC Scripter Award                                      |                                                                             | «Володар перснів: Братерство персня» (2001)                                            | Номінація | разом із Френ Волш, Філіппою Боєнс та Дж. Р. Р. Толкіном                      |
| 2002 | UFCA Award                                                | Utah Film Critics Association Awards                    | Best Director                                                               | «Володар перснів: Дві вежі» (2002)                                                     | Номінація |                                                                               |
| 2002 | WAFCA Award                                               | Washington DC Area Film Critics Association Awards      | Best Director                                                               | «Володар перснів: Дві вежі» (2002)                                                     | Номінація |                                                                               |
| 2002 | WGA Award (Screen)                                        | Writers Guild of America, USA                           | Best Screenplay Based on Material Previously Produced or Published          | «Володар перснів: Братерство персня» (2001)                                            | Номінація | разом із Френ Волш та Філіппою Боєнс                                          |
| 2001 | ACCA                                                      | Awards Circuit Community Awards                         | Best Director                                                               | «Володар перснів: Братерство персня» (2001)                                            | Перемога  |                                                                               |
| 2001 | ACCA                                                      | Awards Circuit Community Awards                         | Best Adapted Screenplay                                                     | «Володар перснів: Братерство персня» (2001)                                            | Перемога  | разом із Френ Волш та Філіппою Боєнс                                          |
| 2001 | ACCA                                                      | Awards Circuit Community Awards                         | Best Motion Picture                                                         | «Володар перснів: Братерство персня» (2001)                                            | Номінація | разом із Баррі М. Осборном, Тімом Сандерсом та Френ Волш                      |
| 2001 | BSFC Award                                                | Boston Society of Film Critics Awards                   | Best Director                                                               | «Володар перснів: Братерство персня» (2001)                                            | Номінація |                                                                               |
| 2001 | Bram Stoker Award                                         | Bram Stoker Awards                                      | Screenplay                                                                  | «Володар перснів: Братерство персня» (2001)                                            | Номінація | разом із Френ Волш та Філіппою Боєнс                                          |
| 2001 | Golden Schmoes                                            | Golden Schmoes Awards                                   | Best Screenplay of the Year                                                 | «Володар перснів: Братерство персня» (2001)                                            | Номінація | разом із Френ Волш та Філіппою Боєнс                                          |
| 2001 | KCFCC Award                                               | Kansas City Film Critics Circle Awards                  | Best Director                                                               | «Володар перснів: Братерство персня» (2001)                                            | Перемога  |                                                                               |
| 2001 | Special Achievement Award                                 | National Board of Review, USA                           |                                                                             | «Володар перснів: Братерство персня» (2001)                                            | Перемога  |                                                                               |
| 2001 | SEFCA Award                                               | Southeastern Film Critics Association Awards            | Best Director                                                               | «Володар перснів: Братерство персня» (2001)                                            | Перемога  |                                                                               |
| 2001 | SEFCA Award                                               | Southeastern Film Critics Association Awards            | Best Adapted Screenplay                                                     | «Володар перснів: Братерство персня» (2001)                                            | Перемога  | разом із Френ Волш та Філіппою Боєнс                                          |
| 2001 | TFCA Award                                                | Toronto Film Critics Association Awards                 | Best Director                                                               | «Володар перснів: Братерство персня» (2001)                                            | Номінація |                                                                               |
| 1997 | Saturn Award                                              | Academy of Science Fiction, Fantasy & Horror Films, USA | Best Director                                                               | «Страшили» (1996)                                                                      | Номінація |                                                                               |
| 1997 | Saturn Award                                              | Academy of Science Fiction, Fantasy & Horror Films, USA | Best Writer                                                                 | «Страшили» (1996)                                                                      | Номінація | разом із Френ Волш                                                            |
| 1997 | Chainsaw Award                                            | Fangoria Chainsaw Awards                                | Best Screenplay                                                             | «Страшили» (1996)                                                                      | Номінація | разом із Френ Волш                                                            |
| 1997 | Audience Jury Award                                       | Fantasporto                                             |                                                                             | «Забуте срібло» (1995)                                                                 | Перемога  |                                                                               |
| 1996 | Gold Hugo                                                 | Chicago International Film Festival                     | Best Documentary                                                            | «Забуте срібло» (1995)                                                                 | Номінація |                                                                               |
| 1996 | ALFS Award                                                | London Critics Circle Film Awards                       | Director of the Year                                                        | «Небесні створіння» (1994)                                                             | Перемога  |                                                                               |
| 1996 | TV Award                                                  | New Zealand Film and TV Awards (I)                      | Best Director — Drama/Comedy                                                | «Забуте срібло» (1995)                                                                 | Перемога  | разом із Коста Боутсом                                                        |
| 1996 | Best Film                                                 | Sitges — Catalonian International Film Festival         |                                                                             | «Страшили» (1996)                                                                      | Номінація |                                                                               |
| 1995 | Oscar                                                     | Academy Awards, USA                                     | Best Writing, Screenplay Written Directly for the Screen                    | «Небесні створіння» (1994)                                                             | Номінація | разом із Френ Волш                                                            |
| 1995 | Best Foreign Film Award                                   | Australian Film Institute                               |                                                                             | «Небесні створіння» (1994)                                                             | Номінація |                                                                               |
| 1995 | Grand Prize                                               | Gérardmer Film Festival                                 |                                                                             | «Небесні створіння» (1994)                                                             | Перемога  |                                                                               |
| 1995 | Film Award                                                | New Zealand Film and TV Awards (I)                      | Best Director                                                               | «Небесні створіння» (1994)                                                             | Перемога  |                                                                               |
| 1995 | WGA Award (Screen)                                        | Writers Guild of America, USA                           | Best Screenplay Written Directly for the Screen                             | «Небесні створіння» (1994)                                                             | Номінація | разом із Френ Волш                                                            |
| 1994 | Honorable Mentions (The Next Ten Best Picture Contenders) | Awards Circuit Community Awards                         | Honorable Mentions                                                          | «Небесні створіння» (1994)                                                             | Перемога  |                                                                               |
| 1994 | ACCA                                                      | Awards Circuit Community Awards                         | Best Original Screenplay                                                    | «Небесні створіння» (1994)                                                             | Номінація | разом із Френ Волш                                                            |
| 1994 | Gold Hugo                                                 | Chicago International Film Festival                     | Best Feature                                                                | «Небесні створіння» (1994)                                                             | Номінація |                                                                               |
| 1994 | Metro Media Award                                         | Toronto International Film Festival                     |                                                                             | «Небесні створіння» (1994)                                                             | Перемога  |                                                                               |
| 1994 | Silver Lion                                               | Venice Film Festival                                    |                                                                             | «Небесні створіння» (1994)                                                             | Перемога  |                                                                               |
| 1994 | Golden Lion                                               | Venice Film Festival                                    |                                                                             | «Небесні створіння» (1994)                                                             | Номінація |                                                                               |
| 1993 | Silver Scream Award                                       | Amsterdam Fantastic Film Festival                       |                                                                             | «Жива мертвечина» (1992)                                                               | Перемога  |                                                                               |
| 1993 | Grand Prize                                               | Avoriaz Fantastic Film Festival                         |                                                                             | «Жива мертвечина» (1992)                                                               | Перемога  |                                                                               |
| 1993 | Fangoria Horror Hall of Fame                              | Fangoria Chainsaw Awards                                |                                                                             |                                                                                        | Перемога  |                                                                               |
| 1993 | Chainsaw Award                                            | Fangoria Chainsaw Awards                                | Best Screenplay                                                             | «Жива мертвечина» (1992)                                                               | Номінація | разом із Стівеном Сінклером та Френ Волш                                      |
| 1993 | International Fantasy Film Award                          | Fantasporto                                             | Best Film                                                                   | «Жива мертвечина» (1992)                                                               | Перемога  |                                                                               |
| 1993 | Film Award                                                | New Zealand Film and TV Awards (I)                      | Best Director                                                               | «Жива мертвечина» (1992)                                                               | Перемога  |                                                                               |
| 1993 | Film Award                                                | New Zealand Film and TV Awards (I)                      | Best Screenplay                                                             | «Жива мертвечина» (1992)                                                               | Перемога  | разом із Стівеном Сінклером та Френ Волш                                      |
| 1992 | Best Film                                                 | Sitges — Catalonian International Film Festival         |                                                                             | «Жива мертвечина» (1992)                                                               | Номінація |                                                                               |
| 1991 | Best Direction                                            | Fantafestival                                           |                                                                             | «Знайомство з Фіблами» (1989)                                                          | Перемога  |                                                                               |
| 1991 | International Fantasy Film Award                          | Fantasporto                                             | Best Film                                                                   | «Знайомство з Фіблами» (1989)                                                          | Номінація |                                                                               |
| 1990 | International Fantasy Film Award                          | Fantasporto                                             | Best Film                                                                   | «Поганий смак» (1987)                                                                  | Номінація |                                                                               |
| 1989 | Audience Award                                            | Fantafestival                                           |                                                                             | «Поганий смак» (1987)                                                                  | Перемога  |                                                                               |